# Handball-Gauliga Schlesien
Die Handball-Gauliga Schlesien (ab 1939: Handball Bereichsklasse Schlesien) war eine der obersten deutschen Feldhandball-Ligen in der Zeit des Nationalsozialismus. Sie bestand von 1933 bis 1941.

## Geschichte

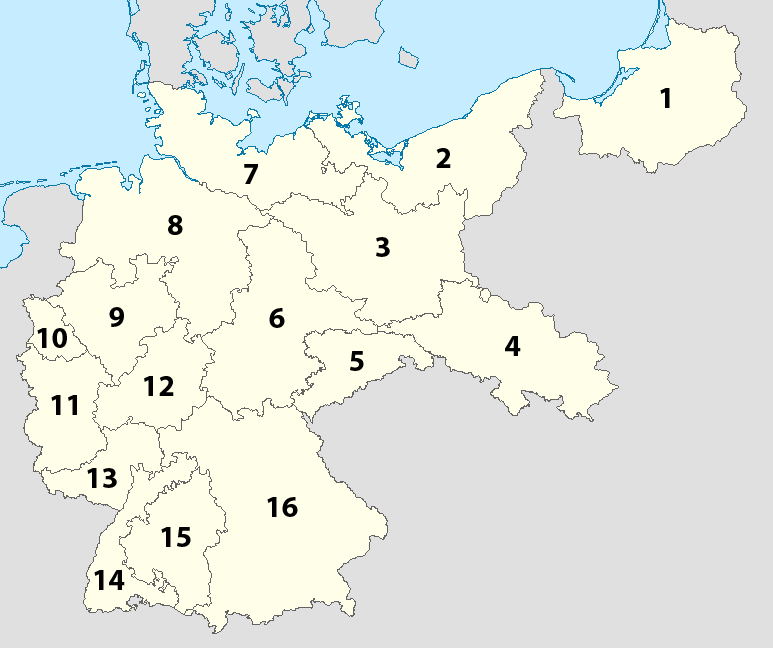
Die Gau-Einteilung 1933,
Nr. 4 = Schlesien

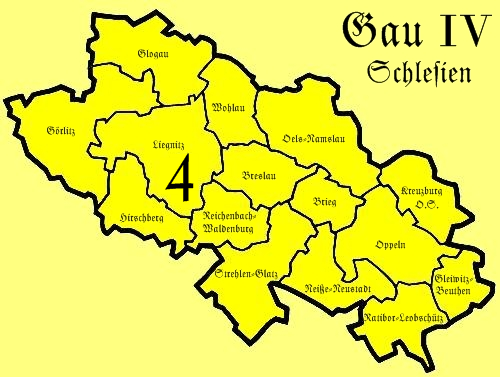
Gauliga Schlesien

Vorgänger der Handball-Gauliga Schlesien war die Südostdeutsche Feldhandball-Meisterschaft, welche vom Südostdeutschen Leichtathletik-Verband (SOLV) ausgetragen wurde und dessen Sieger sich für die von der Deutsche Sportbehörde für Leichtathletik organisierte Deutsche Feldhandballmeisterschaft qualifizierte. Im Zuge der Gleichschaltung wurde der SOLV und die anderen regionalen Feldhandball-Verbände in Deutschland wenige Monate nach der Machtübernahme der Nationalsozialisten im Jahre 1933 aufgelöst. An deren Stelle traten 16 Handball-Gauligen, deren Sieger sich für die nun vom Nationalsozialistischen Reichsbund für Leibesübungen organisierte Deutsche Feldhandballmeisterschaft qualifizierten.
Die schlesische Feldhandball-Gauliga startete mit acht teilnehmenden Vereinen. Zur Spielzeit 1936/37 wurde das Teilnehmerfeld auf zehn Mannschaften erweitert. Kriegsbedingt wurde der Gau Schlesien 1941 getrennt, der Spielbetrieb fand fortan in der Handball-Gauliga Niederschlesien und der Handball-Gauliga Oberschlesien statt.
Bis zum Kriegsbeginn 1939 dominierten der MSV Borussia Carlowitz und der Post SV Oppeln die Gauliga, diese beiden Mannschaften machten sämtliche Gaumeisterschaften bis 1939 unter sich aus. Mit Kriegsbeginn wurde der LSV Reinecke Hildesheim nach Brieg verlegt. Seine Feldhandballmannschaft spielte daher ab Verlegung in der Gauliga Schlesien und gewann beide Gaumeisterschaften bis zur Aufteilung der Gauliga Schlesien. Bei der Deutschen Feldhandballmeisterschaft schieden die schlesischen Vertreter jedoch meist schon in der ersten Runde aus, einzig Brieg gelang es, 1941 bis ins Halbfinale vorzustoßen.

## Meister der Handball-Gauliga Schlesien 1934–1941
| Saison  | Meister Gauliga Schlesien    | Abschneiden deutsche Meisterschaft | Deutscher Meister     |
| ------- | ---------------------------- | ---------------------------------- | --------------------- |
| 1933/34 | MSV Borussia Carlowitz       | Vorrunde                           | Polizei SV Darmstadt  |
| 1934/35 | Post SV Oppeln               | Gruppenzweiter Gruppe 2            | Polizei SV Magdeburg  |
| 1935/36 | Post SV Oppeln               | Gruppendritter Gruppe 1            | MSV Hindenburg Minden |
| 1936/37 | MSV Borussia Carlowitz       | Gruppenzweiter Gruppe 2            | MTSA Leipzig          |
| 1937/38 | MSV Borussia Carlowitz       | Gruppendritter Gruppe 2            | MTSA Leipzig          |
| 1938/39 | MSV IR 49 Borussia Carlowitz | Gruppendritter Gruppe 1            | MTSA Leipzig          |
| 1939/40 | LSV Reinecke Brieg           | Ausscheidungsrunde                 | Lintforter SpV        |
| 1940/41 | LSV Reinecke Brieg           | Halbfinale                         | SV Polizei Hamburg    |

## Rekordmeister
Rekordmeister der Gauliga Schlesien ist die MSV Borussia Carlowitz, der die Meisterschaft vier Mal gewinnen konnte.
|  | Verein                 | Titel | Jahr                   |
|  | ---------------------- | ----- | ---------------------- |
|  | MSV Borussia Carlowitz | 4     | 1934, 1937, 1938, 1939 |
|  | Post SV Oppeln         | 2     | 1935, 1936             |
|  | LSV Reinecke Brieg     | 2     | 1940, 1941             |

## Tabellen

### 1933/34
| Pl. | Verein                     | Sp. | Tore   | Punkte |
| --- | -------------------------- | --- | ------ | ------ |
| 1.  | MSV Borussia Carlowitz     | 14  | 96:590 | 20–80  |
| 2.  | Post SV Oppeln             | 14  | 90:680 | 18–10  |
| 3.  | SC Alemannia Breslau       | 14  | 84:760 | 18–10  |
| 4.  | NSTV Breslau               | 14  | 76:810 | 14–14  |
| 5.  | Turnerbund Neukirch        | 14  | 76:850 | 13–15  |
| 6.  | VfR Schlesien 1897 Breslau | 14  | 63:820 | 12–16  |
| 7.  | ATV Penzig                 | 14  | 80:780 | 11–17  |
| 8.  | Reichsbahn SV Breslau      | 14  | 66:102 | 06–22  |

| Legende |                                                           |
|         | Qualifikation Deutsche Feldhandball-Meisterschaft 1933/34 |
|         | Absteiger                                                 |

### 1934/35
| Pl. | Verein                     | Sp. | Tore    | Punkte |
| --- | -------------------------- | --- | ------- | ------ |
| 1.  | Post SV Oppeln             | 14  | 128:650 | 26–20  |
| 2.  | Reichsbahn SV Oppeln (N)   | 14  | 063:640 | 19–90  |
| 3.  | SC Alemannia Breslau       | 14  | 100:840 | 17–11  |
| 4.  | NSTV Breslau               | 14  | 093:700 | 17–11  |
| 5.  | MSV Borussia Carlowitz (M) | 14  | 089:660 | 16–12  |
| 6.  | Polizei SV Breslau (N)     | 14  | 097:910 | 11–17  |
| 7.  | VfR Schlesien 1897 Breslau | 14  | 050:118 | 04–24  |
| 8.  | Turnerbund Neukirch        | 14  | 044:106 | 02–26  |

| Legende |                                                           |
|         | Qualifikation Deutsche Feldhandball-Meisterschaft 1934/35 |
|         | Absteiger                                                 |
| (M)     | Titelverteidiger                                          |
| (N)     | Aufsteiger                                                |

### 1935/36
| Pl. | Verein                    | Sp. | Tore    | Punkte |
| --- | ------------------------- | --- | ------- | ------ |
| 1.  | Post SV Oppeln (M)        | 14  | 104:690 | 23–50  |
| 2.  | MSV Borussia Carlowitz    | 14  | 100:730 | 20–80  |
| 3.  | NSTV Breslau              | 14  | 100:770 | 17–11  |
| 4.  | Reichsbahn SV Breslau (N) | 14  | 109:111 | 14–14  |
| 5.  | Polizei SV Breslau        | 14  | 098:116 | 13–15  |
| 6.  | Reichsbahn SV Oppeln      | 14  | 082:910 | 12–16  |
| 7.  | DT 1847 Görlitz (N)       | 14  | 078:760 | 11–17  |
| 8.  | SC Alemannia Breslau      | 14  | 066:124 | 02–26  |

| Legende |                                                           |
|         | Qualifikation Deutsche Feldhandball-Meisterschaft 1935/36 |
|         | Absteiger                                                 |
| (M)     | Titelverteidiger                                          |
| (N)     | Aufsteiger                                                |

### 1936/37
Die überlieferte Tabelle ist unvollständig, es fehlen zwölf Spiele.
| Pl. | Verein                               | Sp. | Punkte |
| --- | ------------------------------------ | --- | ------ |
| 1.  | MSV Borussia Carlowitz               | 15  | 30–00  |
| 2.  | SV Breslauer Neueste Nachrichten (N) | 17  | 25–90  |
| 3.  | NSTV Breslau                         | 15  | 21–90  |
| 4.  | Post SV Oppeln (M)                   | 15  | 20–10  |
| 5.  | Reichsbahn TSV Breslau               | 15  | 14–16  |
| 6.  | DT 1847 Görlitz                      | 16  | 14–18  |
| 7.  | TV Kelling Breslau (N)               | 16  | 11–21  |
| 8.  | ATV Liegnitz (N)                     | 15  | 10–20  |
| 9.  | Reichsbahn TSV Oppeln                | 16  | 07–25  |
| 10. | Polizei SV Breslau                   | 16  | 04–28  |

| Legende |                                                           |
|         | Qualifikation Deutsche Feldhandball-Meisterschaft 1936/37 |
|         | Absteiger                                                 |
| (M)     | Titelverteidiger                                          |
| (N)     | Aufsteiger                                                |

### 1937/38
Die überlieferte Tabelle ist unvollständig, es fehlen vier Spiele.
| Pl. | Verein                           | Sp. | Tore    | Punkte |
| --- | -------------------------------- | --- | ------- | ------ |
| 1.  | MSV Borussia Carlowitz (M)       | 16  | 180:740 | 29–30  |
| 2.  | NSTV Breslau                     | 18  | 129:980 | 27–90  |
| 3.  | TSV Ohlewiesen (N)               | 17  | 125:106 | 24–10  |
| 4.  | MSV Cherusker Görlitz (N)        | 17  | 109:118 | 21–13  |
| 5.  | DT 1847 Görlitz                  | 18  | 130:138 | 16–20  |
| 6.  | SV Breslauer Neueste Nachrichten | 16  | 118:112 | 15–17  |
| 7.  | Reichsbahn TSV Breslau           | 18  | 101:116 | 15–21  |
| 8.  | Post SV Oppeln                   | 17  | 077:890 | 13–21  |
| 9.  | ATV Liegnitz                     | 18  | 097:159 | 08–28  |
| 10. | MSV Glogau (N)                   | 17  | 090:146 | 04–30  |

| Legende |                                                           |
|         | Qualifikation Deutsche Feldhandball-Meisterschaft 1937/38 |
|         | Absteiger                                                 |
| (M)     | Titelverteidiger                                          |
| (N)     | Aufsteiger                                                |

### 1938/39
Die überlieferte Tabelle ist unvollständig, es fehlen zwei Spiele.
| Pl. | Verein                             | Sp. | Punkte |
| --- | ---------------------------------- | --- | ------ |
| 1.  | MSV IR 49 Borussia Carlowitz a (M) | 17  | 27–70  |
| 2.  | Post SV Oppeln                     | 18  | 24–12  |
| 3.  | Städtischer SV Breslau b           | 18  | 20–16  |
| 4.  | BSV Norden-Nordwest Breslau c      | 18  | 19–17  |
| 5.  | TSV Ohlewiesen a                   | 18  | 19–17  |
| 6.  | MSV Cherusker Görlitz a            | 18  | 16–20  |
| 7.  | DT 1847 Görlitz a                  | 17  | 15–19  |
| 8.  | Blau-Weiß Lugknitz a (N)           | 17  | 15–19  |
| 9.  | Polizei SV Breslau (N)             | 17  | 14–20  |
| 10. | Reichsbahn SG Breslau              | 18  | 07–29  |

| Legende |                                                           |
|         | Qualifikation Deutsche Feldhandball-Meisterschaft 1938/39 |
|         | Absteiger                                                 |
| (M)     | Titelverteidiger                                          |
| (N)     | Aufsteiger                                                |

### 1939/40
Die überlieferte Tabelle ist unvollständig, es fehlen drei Spiele.
| Pl. | Verein                       | Sp.           | Tore          | Punkte        |
| --- | ---------------------------- | ------------- | ------------- | ------------- |
| 1.  | LSV Reinecke Brieg (N)       | 8             | 86:52         | 14–20         |
| 2.  | Polizei SV Breslau           | 8             | 67:63         | 12–40         |
| 3.  | Post SV Oppeln               | 8             | 95:66         | 11–50         |
| 4.  | BSV Norden-Nordwest Breslau  | 7             | 55:53         | 06–80         |
| 5.  | Reichsbahn SG Breslau        | 6             | 42:47         | 05–70         |
| 6.  | Breslauer SpVgg 02 (N)       | 7             | 59:61         | 05–90         |
| 7.  | VfB Breslau (N)              | 8             | 61:85         | 05–11         |
| 8.  | VSV Union Wacker Breslau (N) | 6             | 40:64         | 04–80         |
| 9.  | Alter TV Breslau (N)         | 8             | 47:61         | 04–12         |
| 10. | Städtischer STV Breslau      | zurückgezogen | zurückgezogen | zurückgezogen |
| 11. | SC Alemannia Breslau (N)     | zurückgezogen | zurückgezogen | zurückgezogen |

| Legende |                                                           |
|         | Qualifikation Deutsche Feldhandball-Meisterschaft 1939/40 |
|         | Absteiger                                                 |
| (N)     | Aufsteiger                                                |

### 1940/41
Eine Abschlusstabelle ist derzeit nicht überliefert, der LSV Reinecke Brieg gewann die Gaumeisterschaft.

## Frauen
Ähnlich wie bei den Männern erfolgte auch im Frauen-Feldhandball die Organisation des Spielbetriebs ab 1933 in den Gauligen. Abschlusstabellen aus den einzelnen Spielzeiten sind nicht überliefert.

### Frauen-Meister der Handball-Gauliga Schlesien 1934–1941
| Saison  | Meister Gauliga Schlesien (Frauen) | Abschneiden deutsche Meisterschaft | Deutscher Meister (Frauen)   |
| ------- | ---------------------------------- | ---------------------------------- | ---------------------------- |
| 1933/34 | SV Stabelwitz Breslau              | Ausscheidungsrunde                 | Eimsbütteler TV              |
| 1934/35 | SV Stabelwitz Breslau              | Ausscheidungsrunde                 | Eimsbütteler TV              |
| 1935/36 | SV Stabelwitz Breslau              | Ausscheidungsrunde                 | SC Charlottenburg            |
| 1936/37 | SC Schlesien Breslau               | Vorrunde                           | Eimsbütteler TV              |
| 1937/38 | Reichsbahn SG Breslau              | Ausscheidungsrunde                 | Turngemeinde in Berlin       |
| 1938/39 | SC Schlesien Breslau               | Vorrunde                           | VfR Mannheim                 |
| 1939/40 | n. b.                              | keine deutsche Meisterschaft       | keine deutsche Meisterschaft |
| 1940/41 | n. b.                              | n. b.                              | VfR Mannheim                 |

### Rekordmeister Frauen
Rekordmeister der Gauliga Pommern bei den Frauen ist der SV Stabelwitz Breslau, die die Meisterschaft dreimal gewinnen konnte.
|  | Verein                | Titel | Jahr             |
|  | --------------------- | ----- | ---------------- |
|  | SV Stabelwitz Breslau | 3     | 1934, 1935, 1936 |
|  | SC Schlesien Breslau  | 2     | 1937, 1939       |
|  | Reichsbahn SG Breslau | 1     | 1938             |